# Dustbot

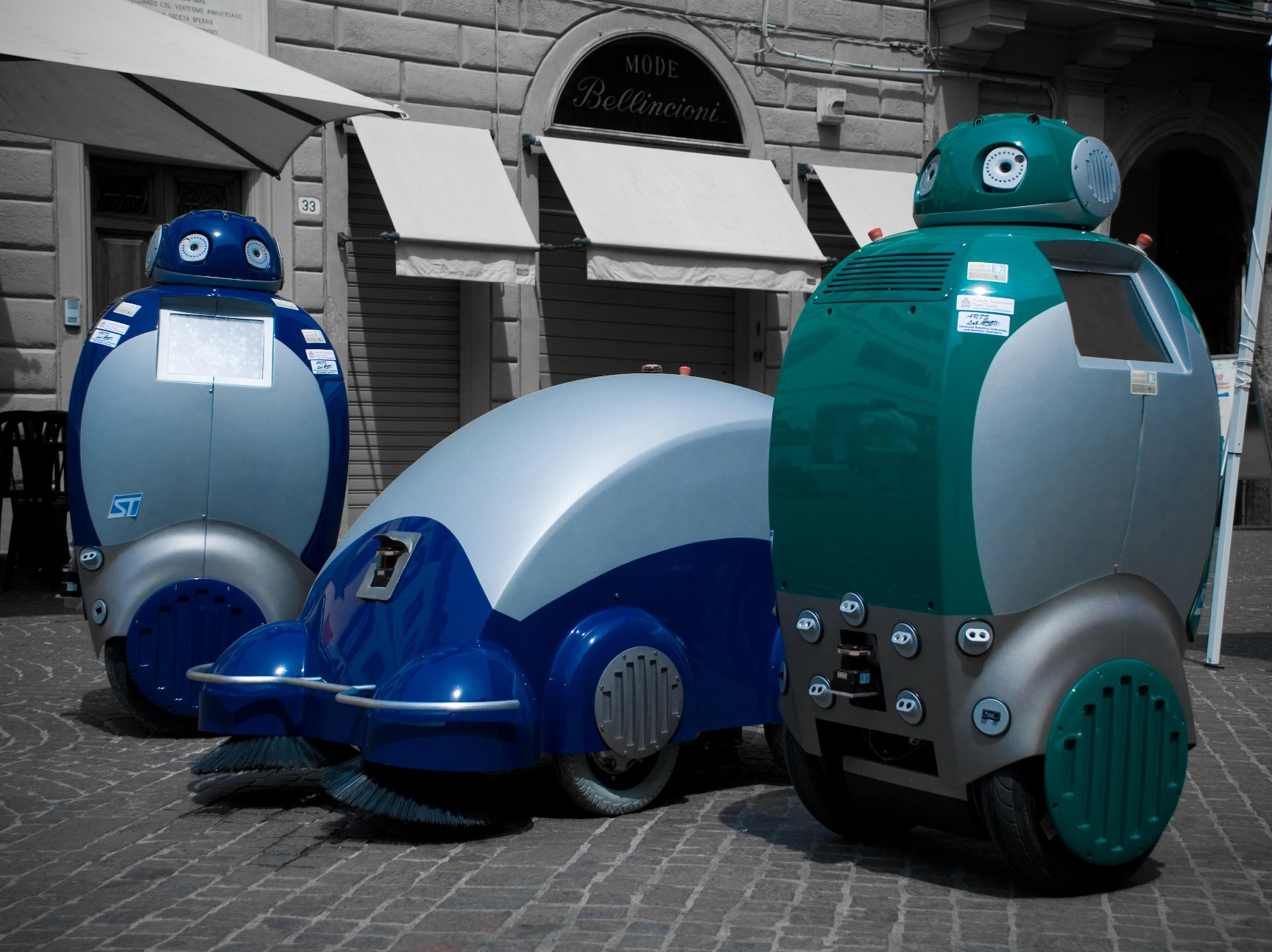
Trois modèles de Dustbot.

Dustbot est un projet européen s'étendant sur la période du 1er décembre 2006 au 30 novembre 2009 et visant à créer plusieurs robots capables de collecter les ordures provenant des habitations. L'objectif est d'améliorer l'hygiène urbaine de la ville[Laquelle ?] via un système automatique. Le projet est coordonné par l'École supérieure Sainte-Anne de Pise.
Les robots, propulsés électriquement, doivent pouvoir être appelés par téléphone ou SMS, et se diriger grâce à leur GPS intégré pour se rendre chez le client, ramasser les ordures, et les mettre à la poubelle. 
Le projet, dont le budget s'élève à 2 822 600 € est financé en grande partie par la Commission européenne (à hauteur de 1 898 000 €).
Des prototypes ont été testés en Italie (à Peccioli), en Suède, à Osaka (Japon) en 2009.

## Les robots
Le robot « DustClean » est un robot de nettoyage équipé de brosses et de jets d’eau, capable de nettoyer la rue en y circulant.
Le robot « DustCart » est un robot poubelle capable de collecter et transporter les ordures à la demande. Il est capable de transporter 80 litres de déchet et possède différents conteneurs pour le tri sélectif. Sa locomotion est assurée par une base Gyropode Segway. Après des tests satisfaisants, il est actuellement en service dans la ville italienne de Peccioli qui a amélioré la connectivité de ses rues pour l'accueillir.